# Black Kids
Black Kids é uma banda americana de indie pop formada em Jacksonville, Flórida em 2006.

## Integrantes
- Owen Holmes - baixo
- Kevin Snow - bateria
- Dawn Watley - teclado/segunda voz
- Ali Youngblood - teclado/segunda voz
- Reggie Youngblood - voz/guitarra

## Discografia

### Álbuns de estúdio
- Partie Traumatic (2008)
- Rookie (2017)

### EPs
- Wizard of Ahhhs (2007)
- Cemetery Lips (2009)

### Singles
| Ano  | Título                                                     | Paradas | Paradas | Álbum            |
| Ano  | Título                                                     | UK      | EUA     | Álbum            |
| ---- | ---------------------------------------------------------- | ------- | ------- | ---------------- |
| 2008 | "I'm Not Gonna Teach Your Boyfriend How to Dance with You" | 11      | -       | Partie Traumatic |
| 2008 | "Hurricane Jane" (incluída na trilha sonora do PES 2010)   | 36      | n/a     | Partie Traumatic |
| 2008 | "Look at Me (When I Rock Wichoo)"                          | 175     | n/a     | Partie Traumatic |
| 2014 | "Origami"                                                  | —       | —       | Single sem álbum |
| 2016 | "Obligatory Drugs"                                         | —       | —       | Rookie           |
| 2017 | "If My Heart Is Broken"                                    | —       | —       | Rookie           |
| 2017 | "IFFY"                                                     | —       | —       | Rookie           |
| 2017 | "In a Song"                                                | —       | —       | Rookie           |

### Aparições em coletâneas
- American Teen: Music from the Motion Picture (2008) – "I'm Not Gonna Teach Your Boyfriend How to Dance with You"
- Jennifer's Body: Original Motion Picture Soundtrack (2009) - "I'm Not Gonna Teach Your Boyfriend How to Dance with You"

2 Broke Girls: Primeira Temporada - I'm Not Gonna Teach Your Boyfriend How To Dance With You

### Versões
- A série Glee fez uma versão de "I'm Not Gonna Teach Your Boyfriend How To Dance With You" no 20º episódio da 2ª temporada, "Prom Queen". A música foi cantada por Darren Criss, Heather Morris e Jenna Ushkowitz.